# إيزابيلا دي مورا
إيزابيلا دي مورا (1520- 1545/1546) شاعرة إيطالية من شعراء عصر النهضة. لم تكن شخصية مشهورة أثناء حياتها، بسبب اجبارها على العيش في عزلة عن الآخرين من قبل أخوتها، ما أبعدها عن بلاطات الشعر وصالونات الأدب. أنتجت خلال عيشها في عزلة في قلعتها مجموعة من الأعمال التي لم تنتشر في الوسط الأدبي آنذاك. انتهت حياتها القصيرة والكئيبة عندما اغتالها أخوتها بسبب علاقة غرامية محتملة.
نجت ثلاث عشرة قصيدة فقط من أعمالها حتى يومنا هذا. وعلى الرغم من تركتها الصغيرة، لكن تعبيراتها الشعرية تعد من أقوى التعبيرات وأكثرها أصالة في الأدب الإيطالي في القرن السادس عشر، وذلك من خلال توظيفها لمواضيع وأساليب جعلتها، وفقًا لبعض العلماء، رائدة في الشعر الرومانسي.

## السيرة الذاتية

### نشأتها
ولدت إيزابيلا دي مورا في عائلة نبيلة في مدينة فافال (تعرف الآن باسم فالسيني، ضمن محافظة ماتيرا)، والتي كانت حينها جزءًا من مملكة نابولي. كانت ابنة كل من جيوفاني مايكل دي مورا، بارون مدينة فافال، ولويزا برانكاتشو، امرأة نبيلة من عائلة نابولية. تاريخ ولادتها غير موثوق: يشار عادة إلى الدراسة التي أجراها بينديتو كروتشي والذي يحدده بنحو عام 1520، لكن ربما ولدت في وقت أبكر من هذا، قرب العامين 1515 أو 1516.
درست إيزابيلا الأدب والشعر عندما كانت طفلة صغيرة من قبل والدها. تخلى جيوفاني مايكل عنها، وعن والدتها، وأخوتها (خمسة أخوة: مارانتونيو، وسكيبيوني، وديسيو، وسيزار، وفابيو، وأخت واحدة: بورزيا) في العام 1528، عندما أجبر على البحث عن ملجأ في فرنسا بعد مساندته لقوات الجيش الفرنسي الغازية ضد العاهل الإسباني تشارلز الخامس من أجل احتلال مملكة نابولي. كان بإمكانه العودة إلى فافال بعد أن عُفي عن جريمته ضد المملكة الإسبانية، لكنه بقي في فرنسا ضمن الجيش الفرنسي وكمستشار لفرانسيس الأول، ولحضور احتفالات البلاط الملكي أيضًا. ولد طفله الأصغر، كاميلو، بعد مغادرته لإيطاليا.
تبع سكيبيوني والده بعد ذلك بفترة قصيرة واستلم ابنه الأكبر، ماركانتونيو، زمام الحكم في فافال. ترعرعت إيزابيلا في مناخ عائلي عدائي، مع أم عاجزة وأخوة يتسمون بالفظاظة، والجموح، والوحشية. تأثرت كثيرًا برحيل والدها المفاجئ، والذي عذبها لبقية حياتها. حظيت بمعلم أرشدها في دراستها لقصائد بترارك والقصائد اللاتينية، وكان هو الشخص الوحيد على الأغلب الذي يمكن لها الحديث معه عن الأدب.

### شبابها
حكم العداء العلاقة بين إيزابيلا وأخوتها الأصغر منها سيزار، وديسيو، وفابيو، والذين ربما حسدوا أختهم بسبب موهبتها والاهتمام المغدق على تعليمها. أجبروها على العيش في عزلة صارمة في قلعة العائلة في مدينة فافال، تقع على منحدر حاد فوق البحر الأيوني. كرست إيزابيلا وقتها في القلعة لكتابة القصائد الشعرية، واجدة في الشعر عزائها الوحيد لعزلتها.
على الرغم من ذلك، تسنت لها الفرصة لإقامة صداقة مع جيرانها المثقفين: دييغو ساندوفال دي كاسترو، بارون بوليتشا (والتي تعرف باسم نوفا سيري في وقتنا الحالي) وحاكم قلعة كوسينزا، وزوجته أنتونيا كاراتشيولو. وفقًا للتراث الإسباني، وصف دييغو كجندي وسيم وشجاع قاتل ضمن جيش تشارلز الخامس في حملة الجزائر، وكان شاعرًا ذا أعمال منشورة، وعضوًا في أكاديمية فلورينتين، ومتصلًا بشكل وثيق بنظام القوة في نابولي بحكم كونه تلميذًا لنائب الملك بيدرو دي توليدو. بدأ كل من دييغو وإيزابيلا التراسل سرًا وربما بتشجيع من معلمها ومساعدته، حين بدأ بإرسال رسائل لها باسم زوجته محتوية على بعض القصائد، والتي من الممكن أن تكون إيزابيلا أجابت عليها.
بدأت الإشاعات حول وجود علاقة مخفية بينهما تبرز، على الرغم من أن العلاقة التي تربطهما لا تزال غامضة ومن غير المعلوم إن كانوا أكثر من مجرد أصدقاء. في ما عدا إشارة موجزة للزواج، لم تحتو أعمال إيزابيلا الناجية على قصائد حب موجهة إلى رجل، في حين وصفت كلمات دييغو مشاعره تجاه حبيبته، مشيرًا لامرأة معينة، أو رثاء تقليديًا لها ببساطة، متبعًا النمط الشعري في ذلك العصر. مع ذلك، اشتبه أخوة إيزابيلا بعد اطلاعهم على الرسائل، بوجود علاقة خارج إطار الزواج، وحضروا خطة وحشية للعقاب من أجل صيانة شرف العائلة.

### موتها
كان معلمها هو الضحية الأولى، والذي كان يحمل الرسائل بينهما. بعد ذلك، واجهوا إيزابيلا والتي كانت تحمل الرسائل في يديها وفقًا لتقارير من ذلك الوقت. طعنت حتى الموت. فر اثنان من أخوتها إلى فرنسا لكنهما سرعان ما عادا مع نية واضحة لإنهاء انتقامهما من دييغو، والذي عين حارسًا شخصيًا خوفًا على حياته. قتله السفاحون الثلاثة، بمساعدة اثنين من أعمامهم، وربما مدفوعين بكراهيتهم للإسبان في الغابة بعد عدة أشهر من قتل اختهم بالقرب من نوجا (تعرف الآن باسم نيوبولي).
ذهب موت إيزابيلا من دون أن يلحظه أحد تقريبًا، وكان موافقًا عليه من قبل المجتمع وفقًا لأصول الشرف في القرن السادس عشر، وبالكاد حُقق في جريمة مقتل دييغو ساندوفال. لم تعرف سنة موتها بشكل دقيق سوى أنها كانت في عام 1545 أو 1546 على الأغلب، بالرغم من إشارة دراسات أخرى إلى موتها في عام 1547 أو 1548. يعتقد بأنها دفنت في الكنيسة المحلية لقلعة سان فابيانو، لكن لم يُعثر على أي قبر أو أثر يقود إليها. حاول كروتشي في زيارته إلى فالسيني اكتشاف قبر إيزابيلا، لكنن أعمال التجديد في الكنيسة دمرت كل آثار مقابر عائلة دي مورا، وعثر خلف حائط تحت الأرض عن كومة من العظام فقط.

### العواقب
أجبر القتلة على الفرار من مملكة نابولي للهروب من غضب نائب الملك بيدرو دي توليدو، والذي أمر بتفتيش المقاطعة بأكملها. التحقوا بأبيهم في فرنسا، والذي يزعم أنه توفي بعد فترة قصيرة من المأساة إذ إنه كان لا يزال حيًا ويستلم معاشًا في العام 1549. حكم عليهم بأنهم مذنبون غيابيًا. نذر سكيبيوني نفسه لمساعدة إخوته على الرغم من أنه كان مصدومًا ومشمئزًا من جرائم القتل. أصبح ديسيو راهبًا وتزوج سيزار من امرأة نبيلة فرنسية، لكن لا توجد معلومات أكيدة حول فابيو. سمم سكيبويني حتى الموت، والذي كان أمينًا للملكة كاثرين دي ميديسي، من قبل أعضاء بلاط آخرين كانوا حسودين له.
في هذه الأثناء، اقتيد الأخوة الباقين إلى المحاكمة، سجن ماركانتونيو لعدة أشهر، ثم أطلق سراحه بعد ثبات عدم اشتراكه في جرائم القتل. وأعفي الأخ الأصغر كاميلو من التواطؤ، فهو لم يشترك أيضًا في جرائم القتل.
اكتشفت قصائد إيزابيلا عند دخول السلطات إلى ملكيتها للتحقيق في مقتلها. كان هناك عشرة سونيتات وثلاثة قصائد، والتي نشرت بعد وفاتها. كانت مرتبطة بحركة أدبية في حقبة سنوات 1500 والمعروفة بالبتراركية، وهي إحياء لنموذج بترارك الشعري والتي أطلقها بييترو بيمبو. على الرغم من اتباعها لصيغة، ومفردات، وعبارات النمط البتراركي في تلك الحقبة، لكننها تميزت بنبرتها الكئيبة والمؤلمة، متأثرة بشعراء العصور الوسطى مثل دانتي أليغييري (وخاصة فصل الجحيم وكلمات رايم بيتروس) و جاكوبون دا تودي. شعرها شخصي جدًا، إذ ألهمتها حالة عائلتها وعزلتها الإجبارية على الكتابة بدافع التنفيس عن إحباطها ومن دون أي زينة أدبية أو أناقة رسمية.
لا نجد في أعمال إيزابيلا مكانًا سوى للألم الوجودي، والضغينة، والوحدة، على عكس قصائد بقية النساء، والتي تحتفل بالحب المثالي بشكل رئيسي، ما جعل منها شخصية مميزة بين الشعراء البتراركيين في زمانها. الزواج هو الطريقة الوحيدة للحب، والذي لن يرضي مكانتها الاجتماعية والأنثوية فحسب، بل كان ليصبح الحل الوحيد لها للهروب من البيئة الجائرة التي عاشت فيها. يصف شعرها الأسى الذي كانت تحس به لكونها معزولة، ومبعدة عن الأشخاص الآخرين المهتمين بالأدب، والإحساس بالاشتياق لوالدها، وللطبيعة التي تخاطبها بشكل رئيسي في أبياتها.